# Cinnyris lotenius
Cinnyris lotenius là một loài chim trong họ Nectariniidae.

## Hình ảnh

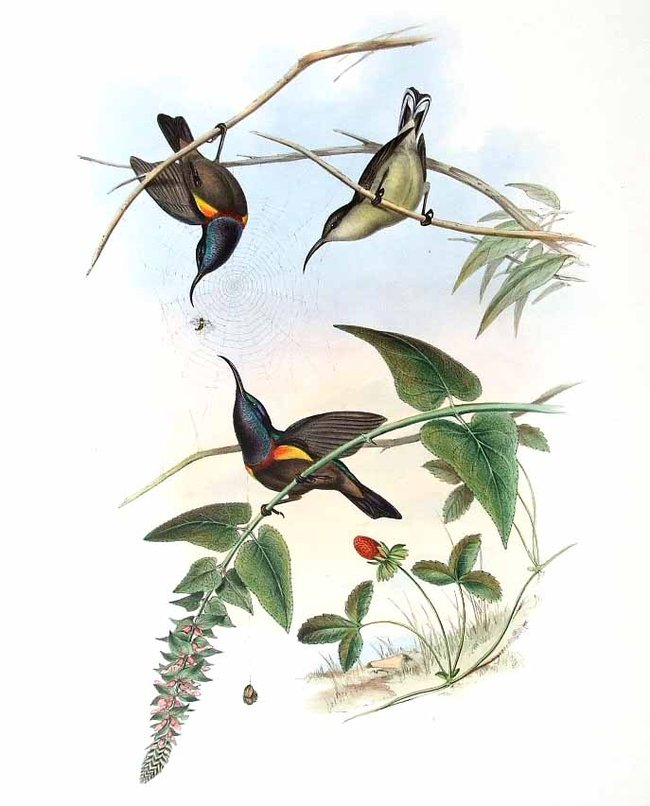
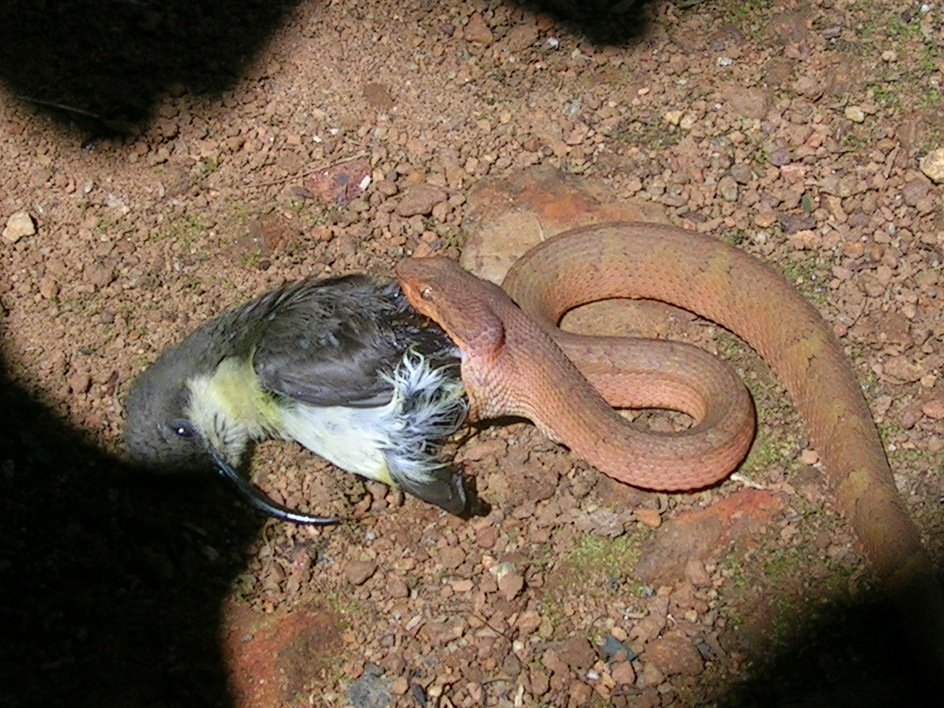
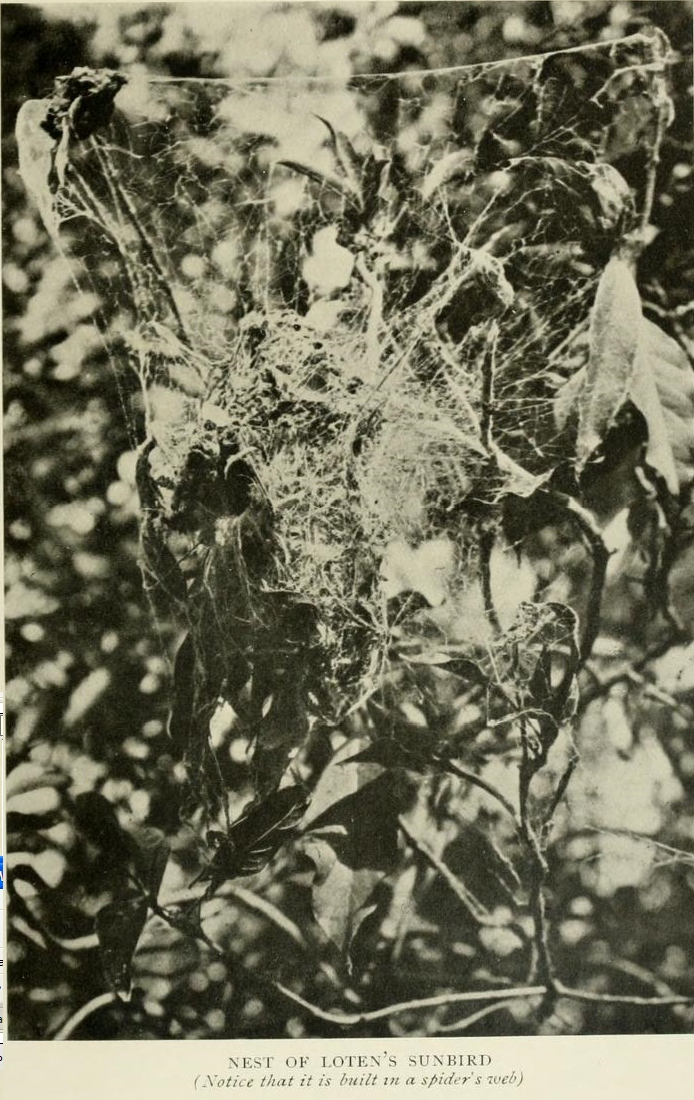
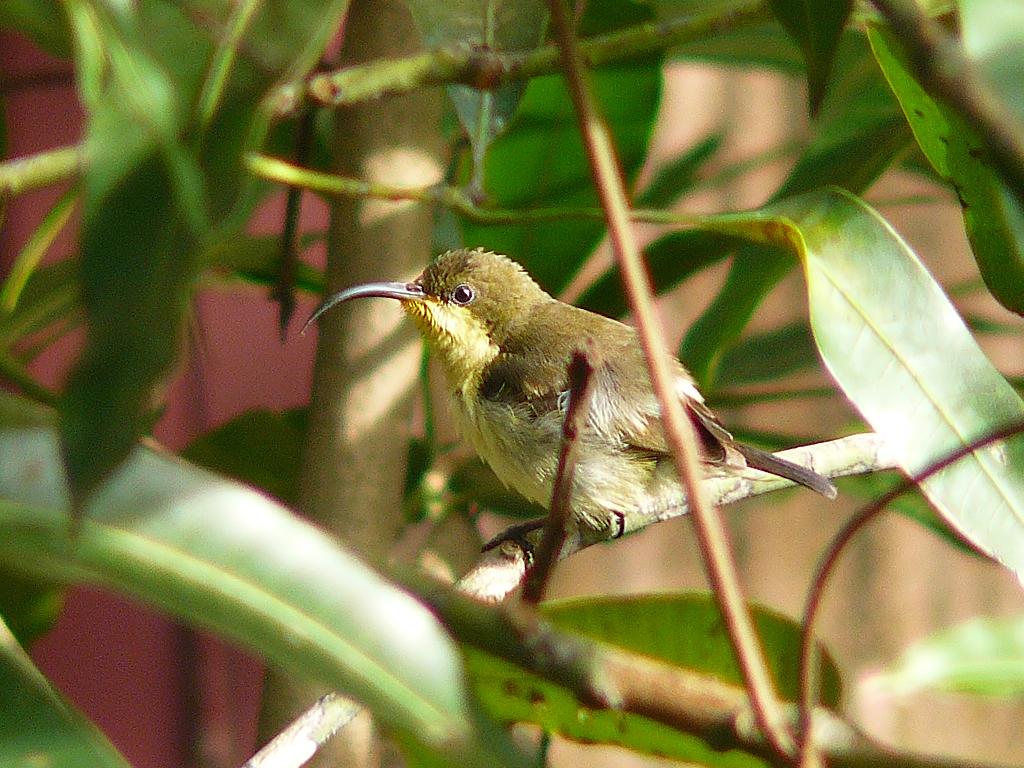